# 園基顕
園 基顕（その もとあき）は、鎌倉時代中期から後期にかけての公卿。参議・園基氏の子。母は左大臣・藤原隆忠の娘。初名は基世。官位は正二位・参議、右衛門督。園家2代当主。父・基氏が若くして辞官出家したため、基顕は昇進が遅く苦労した。

## 経歴
以下、『公卿補任』と『尊卑分脈』の内容に従って記述する。
- 寛元4年（1246年）3月8日、叙爵[1]。
- 建長4年（1252年）1月23日、従五位上に昇叙[2]。同年4月9日、侍従に任ぜられる。
- 建長5年（1253年）12月5日、左少将に任ぜられる。
- 建長6年（1254年）1月13日、常陸権介を兼ねる。
- 建長7年（1255年）1月5日、正五位下に昇叙[3]。
- 康元元年（1256年）1月26日、従四位下に昇叙[4]。同年2月6日、左少将に改めて任ぜられる。
- 正嘉元年（1257年）閏3月27日、右中将に転任。同年4月11日、左中将に転任。
- 正嘉2年（1258年）4月6日、従四位上に昇叙。同年7月21日、備前守を兼ねる[5]。
- 正元元年（1259年）1月6日、正四位下に昇叙[6]。同月21日、播磨守を兼ねる[7]。
- 弘長2年（1262年）11月4日、得替。
- 建治元年（1275年）12月26日、蔵人頭に補される。同時に禁色を許される。
- 弘安元年（1278年）3月1日、母の喪に服す。同年10月4日、蔵人頭を止める。同年8月7日、復任する。
- 弘安3年（1280年）3月8日、蔵人頭に還補され、同月13日に禁色を許される。
- 弘安4年（1281年）2月1日、参議に任ぜられる。
- 弘安5年（1282年）4月8日、従三位に叙される。11月28日、父・基氏の喪に服す。
- 弘安6年（1283年）3月28日、復任した。弘安7年（1284年）1月13日、参議を辞した。同月16日、右衛門督に任ぜられ、19日には本座を許された。5月6日には正三位に昇叙。
- 正応元年（1288年）7月11日、右衛門督を止める。同月16日、従二位に昇叙。
- 正応4年（1291年）3月25日、正二位に昇叙。
- 永仁2年（1294年）11月18日、出家。
- 文保2年（1318年）12月26日、薨去。享年81。

## 系譜
- 父：園基氏（1211-1282）
- 母：藤原隆忠の娘
- 妻：明清法印の娘
  - 男子：園基藤（1276-1316）
- 生母不明の子女
  - 男子：園基兼
  - 男子：為中光仲
  - 女子：久我長通室